# جيمس رو (سائق)
جيمس رو الابن (بالإنجليزية: James Roe Jr.) (ولد في 11 أكتوبر 1998) هو سائق سباقات أيرلندي يشارك حاليًا في سلسلة Indy NXT مع فريق أندريتي أوتوسبورت، ويقود السيارة رقم 29 التي تعمل بمحرك هوندا. كما ينافس أيضًا في بطولة IMSA سبورتس كار مع فريق برات ميلر موتورسبورتس.

## المسيرة المبكرة
بدأ رو مسيرته في سباقات السيارات عبر سلسلة سباقات الهواة في أيرلندا، قبل أن ينتقل إلى فورمولا 4 وبطولة فورمولا الإقليمية الأمريكية في الولايات المتحدة، حيث جذب الانتباه بفضل نتائجه القوية وسرعته في الحلبات.

## Indy NXT
انضم جيمس رو إلى سلسلة Indy NXT، المعروفة سابقًا باسم Indy Lights، في محاولة للوصول إلى المستوى الأعلى في سباقات إندي كار. وقد وقّع مع فريق أندريتي أوتوسبورت لموسم 2023، وهو أحد أبرز الفرق في هذه الفئة.

## بطولة IMSA
بالإضافة إلى مشاركته في Indy NXT، يخوض جيمس رو سباقات بطولة IMSA سبورتس كار، وهي واحدة من أهم بطولات السيارات الرياضية في أمريكا الشمالية، حيث يمثل فريق برات ميلر موتورسبورتس.

## الحياة الشخصية
جيمس رو ينحدر من خلفية رياضية معروفة في أيرلندا، وهو قريب السائق الأيرلندي الشهير مايكل رو، بطل فورمولا فورد 1600 في الثمانينيات.

## وصلات خارجية
- السيرة على موقع Indy NXT الرسمي
- صفحة السائق على موقع IMSA